# Huidobria
Huidobria ist eine Pflanzengattung innerhalb der Familie der Blumennesselgewächse (Loasaceae). Sie enthält nur zwei Arten, die in Chile vorkommen.

## Beschreibung

### Vegetative Merkmale
Bei einer Huidobria-Art handelt sich um einen aufrecht wachsenden, stark verzweigten Strauch und bei der anderen um eine einjährige krautige Pflanze. Sie bilden starke, fleischige Pfahlwurzeln aus. Auf den oberirdischen Pflanzenteilen sind immer Nesselhaare vorhanden.
Die unteren Laubblätter sind gegenständig, die oberen wechselständig. Die einfachen Blattspreiten sind eiförmig bis nierenförmig mit leicht gelapptem und gefurchtem Blattrand.

### Generative Merkmale
Die Blütenstände sind aus asymmetrischen und komplexen Dichasien zusammengesetzt. Die aufrecht stehenden Blüten scheinen dabei unregelmäßig gegenständig zu Laubblättern zu stehen, die jedoch frondose Vorblätter darstellen.
Die zwittrigen Blüten sind radiärsymmetrisch und fünfzählig mit doppelter Blütenhülle. Die fünf kahnförmigen Kronblätter sind weiß bis cremefarben. Es finden sich fünf Staminodiengruppen. Die jeweils fünf bis sieben äußeren Staminodien sind verwachsen und bilden ein weißes Schuppenblatt (nectar scale), an dessen äußerer Seite fünf bis sieben fadenförmige reinweiße Fortsätze stehen. Es finden sich drei bis fünf innere Staminodien. Jeweils 10 bis 15 Staubblätter stehen in fünf Bündeln. Der Fruchtknoten ist unterständig. Die zahlreichen Samenanlagen befinden sich an tief in drei Lamellen geteilten Plazenten.
Die fast kugeligen Kapselfrüchte öffnen sich mit vier oder fünf Klappen am oberen Ende der Frucht und enthalten zahlreiche Samen. Die Samenschale (Testa) ist gerillt oder netzartig.
Die Chromosomenzahl beträgt 2n = 36.

## Vorkommen
Beide Huidobria-Arten sind endemisch in chilenischen Wüsten, unter anderem der Atacamawüste.

## Systematik
Die Gattung Huidobria wurde 1847 durch Claude Gay in Flora Chilena, Band 2, 4, Seiten 438–441, Tafel 26 aufgestellt. Typusart ist Huidobria chilensis Gay. Ignatz Urban und Ernst Friedrich Gilg stuften die Gattung 1900 zu einer Sektion der Gattung Loasa herab. Im Rahmen umfangreicher systematischer Arbeiten zur Familie durch Maximilian Weigend wurde sie einem Vorschlag von Hans Rudolf Jürke Grau folgend wieder als eigenständige Gattung aufgestellt. Ein Synonym für Huidobria Gay ist Loasa sect. Huidobria (Gay) Urb. & Gilg.
Der Gattungsname ehrt den chilenischen Direktor der Nationalbibliothek Francisco García de  Huidobro Aldunate (1791–1852).
Die Gattung Huidobria gehört zur Tribus Loaseae in der Unterfamilie Loasoideae innerhalb der Familie der Loasaceae. Die nächstverwandte Gattung ist Presliophytum, die in Peru vorkommt.
Zur Gattung Huidobria zählen nur zwei Arten:
- Huidobria chilensis Gay (Syn.: Loasa chilensis (Gay) Urb. & Gilg)
- Huidobria fruticosa Phil. (Syn.: Loasa fruticosa (Phil.) Urb. & Gilg)

## Nachweise